# Karl Friedrich Nägelsbach
Karl Friedrich von Nägelsbach, född 28 mars 1806 i Wöhrd vid Nürnberg, död 21 april 1859 i Erlangen, var en tysk filolog. 
Välbekanta arbeten av Nägelsbach, som var professor i klassisk filologi vid universitetet i Erlangen, är Übungen des lateinischen Stils (tre häften, 1829-37; flera upplagor), Anmerkungen zur Ilias (1835; tredje upplagan 1864), Homerische Theologie (1840; tredje upplagan 1884) och Lateinische Stilistik (1846; nionde upplagan av Iwan von Müller 1905).